# Eugène Stoffel
Eugène Georges Henri Céleste Stoffel (né le 14 mars 1821 à Paris où il est mort le 4 avril 1907) est un militaire, un archéologue et un écrivain français.

## Biographie
Fils d'Augustin Stoffel, colonel au 4e régiment suisse, et neveu de Christoph Anton Jacob Stoffel également militaire, Eugène Stoffel entre à Polytechnique avant d'entamer une carrière militaire. Il gagne ses galons de capitaine à la bataille de Magenta (1859). Tour à tour chef d'escadron puis officier d'ordonnance de l'empereur Napoléon III, il est nommé lieutenant-colonel le 21 décembre 1866 puis attaché militaire à l'ambassade de France à Berlin. C'est à ce poste qu'il rédige ses observations sur la Prusse, se lançant dans un véritable espionnage et mettant en avant la possibilité d'une guerre. Il est notamment autorisé à suivre le chef d'état major prussien, Helmuth von Moltke, durant la campagne contre l'Autriche. Dans ses comptes rendus, il souligne le degré de perfection de préparation de la guerre du côté prussien, notamment l'instruction, la mobilisation et la concentration des troupes. De 1866 à 1870, dans ses rapports circonstanciés sur l'armée prussienne, il informe de la supériorité de l'artillerie prussienne, du niveau des services spécialisés comme le service de Santé, les chemins de fer et les unités télégraphiques. Il décrit les avantages du service militaire universel en comparaison du système militaire français auquel les plus riches pouvaient échapper. Il considère enfin l'état-major prussien comme le premier en Europe.
Promu colonel pendant le siège de Paris (1870-1871), il organise la défense du plateau d'Avron, sans succès. Mis à la retraite en 1872 pour avoir critiqué le gouvernement Thiers, Stoffel se lance dans la politique en se présentant sans succès à une élection législative partielle en 1873.
Stoffel est également connu pour son rôle dans les campagnes de fouille mises en place par Napoléon III, et en particulier dans les fouilles des sites de Gergovie et d'Alesia. Napoléon III lance des fouilles sur le site d'Alesia en 1861 et Stoffel en est très rapidement nommé le chef. Il parvient à situer le camp de César.

## Publications
- Étude sur l'emplacement d'Alésia, Paris, 1862.
- Rapports militaires écrits de Berlin 1866-1870, Paris, 1871.
- Histoire de Jules César, 1887.
- De la possibilité d'une future alliance franco-allemande, 1890.
- Guerre de César et d'Arioviste et premières opérations de César en l'an 702, 1891.